# Zombie Zombie
Zombie Zombie és un grup francès d'electropop. Agafen el nom joc de Spectrum que es va fer famós el 1984. La seva música és synth-pop seqüenciat amb sintetitzadors i en les seves actuacions en directe fan ús d'aparells i instruments musicals vintage. Influenciats a nivell musical per les pel·lícules de terror. Ho han fet pal·lès en la seva interpretació musical de John Carpenter, una icona de la música analògica. L'any 2012 van editar Rituels d'un Nouveau Monde, un disc que fa ús d'efectes de veu, música modular construïda en un horitzó còsmic.